# Pinar Erincin
Pinar Erincin (türkisch Pınar Erinçin; * 18. Februar 1983 in Krefeld) ist eine deutsche Schauspielerin.

## Leben
Als Tochter zweier Schauspieler hatte Erincin im Alter von sechs Jahren im Stadttheater Oberhausen ihre ersten Auftritte. Mit zwölf Jahren folgten Rollen und Engagements in Fernsehserien, so war sie seitdem in zahlreichen Serien wie Stadtklinik, Alarm für Cobra 11 – Die Autobahnpolizei, Dr. Stefan Frank und Die Anrheiner zu sehen. Ihr Kinodebüt folgte 2004 in dem Film En Garde, wofür sie den Darstellerpreis beim Internationalen Filmfestival von Locarno zusammen mit Maria Kwiatkowsky erhielt. Seither hatte sie zahlreiche Engagements in Theatern wie z. B. Ballhaus Naunynstraße, Hebbel am Ufer, Altonaer Theater, Schlosspark Theater und Maxim Gorki Theater.

## Filmografie (Auswahl)
- 2000: Rote Glut
- 2000: Dr. Stefan Frank – Der Arzt, dem die Frauen vertrauen – Heimat
- 2001: Alarm für Cobra 11 – Tina und Aysim
- 2004: En Garde
- 2005: Zeit der Wünsche
- 2007: GSG 9 – Ihr Einsatz ist ihr Leben (Fernsehserie, 6 Folgen)
- 2008: Evet, ich will!
- 2010: Oben ohne – Die türkische Braut
- 2010: Großstadtrevier – Hilfe hat kein Warum
- 2011: Ararat
- 2013: Notruf Hafenkante – Minderheitenkrieg
- 2013: Nachspielzeit
- 2016: Kommissar Pascha
- 2016: Luft
- 2018: Beck is back! – Todesraser
- 2018: Müslüm
- 2019: Aktenzeichen XY … ungelöst
- 2021: WaPo Bodensee – Töte mich
- 2022: Tatort: Finsternis (Fernsehreihe)
- 2023: Tatort: Love is Pain (Fernsehreihe)
- 2024: Frisch